# Port lotniczy Angaur
Port lotniczy Angaur – port lotniczy położony na wyspie Angaur (Palau). W latach 1944–1945 używany przez amerykańskie wojska lotnicze.

## Linie lotnicze i połączenia
- Belau Air (Peleliu)